# Elisa Beni
María Elisa Beni Uzabal (Logroño, 30 de julio de 1964) es una periodista española. Al hacerse cargo de El Faro de Ceuta con 23 años, se convirtió en la directora de periódico más joven de España.

## Biografía
Licenciada en Ciencias de la Información por la Universidad de Navarra, ha trabajado en La Voz de Almería, La Razón, la revista Época y fue redactora jefe del desaparecido periódico Diario 16. Ha sido directora de emisoras de la Cadena SER y es colaboradora habitual del programa de Julia Otero en Onda Cero, Julia en la onda, así como de diversos programas de televisión como Las Mañanas de Cuatro, Al Rojo Vivo, Más vale tarde, laSexta Noche (laSexta), Espejo Público (Antena 3) y Madrid al Día y Está pasando (Telemadrid).
En 2001 se casó en segundas nupcias con el juez Javier Gómez Bermúdez, magistrado de la Audiencia Nacional. Durante el tiempo que duró el matrimonio, en noviembre de 2007, publicó el polémico libro La soledad del juzgador, sobre el juicio del 11-M que presidió el entonces marido de Beni, y que fue criticado por, entre otros, los compañeros de tribunal de Gómez Bermúdez y las propias víctimas del atentado. Se divorciaron en abril de 2014.
En 2004 fue nombrada directora de comunicación del Tribunal Superior de Justicia de Madrid, cargo del que fue destituida en 2008 «por pérdida de confianza», tras la publicación del mencionado libro La soledad del juzgador, editado por la Editorial Planeta, acerca de cómo había vivido el proceso judicial quien era su marido en aquel momento, el juez instructor del caso del 11-M.
En junio de 2014, publicó una novela, Peaje de libertad, editada por Espasa.
En 2017 publicó la novela Pisa mi corazón, de temática BDSM (concretamente trata la dominación femenina). La obra fue elogiada por Juan Manuel de Prada.

## Tertulias y foros de opinión
A su obra escrita en medios y publicaciones literarias, se añade su labor como tertuliana en espacios televisivos y foros de opinión.
En 2018 fue conocido que, junto a destacados periodistas como Luis María Ansón y Juan R. Gil, Elisa Beni se posicionaba a favor de la puesta en libertad por motivos humanitarios del exministro de Trabajo Zaplana.

## Algunas publicaciones
- Levantando el velo. Manual de periodismo judicial (2006) CIE Inversiones Editoriales Dossat-2000, S.L., ISBN 9788496437395 - con Javier Gómez Bermúdez
- La soledad del juzgador (2007) Editorial Planeta
- Peaje de libertad (2014) Espasa
- La Justicia sometida (2015) Los Libros de la Catarata
- Pisa mi corazón (2017) Editorial Almuzara[13]
- Una mujer no muere jamás (2021) Roca Editorial de Libros
- Thule. El sueño del norte (2023) Roca Editorial de Libros